# Quạt chắn gió

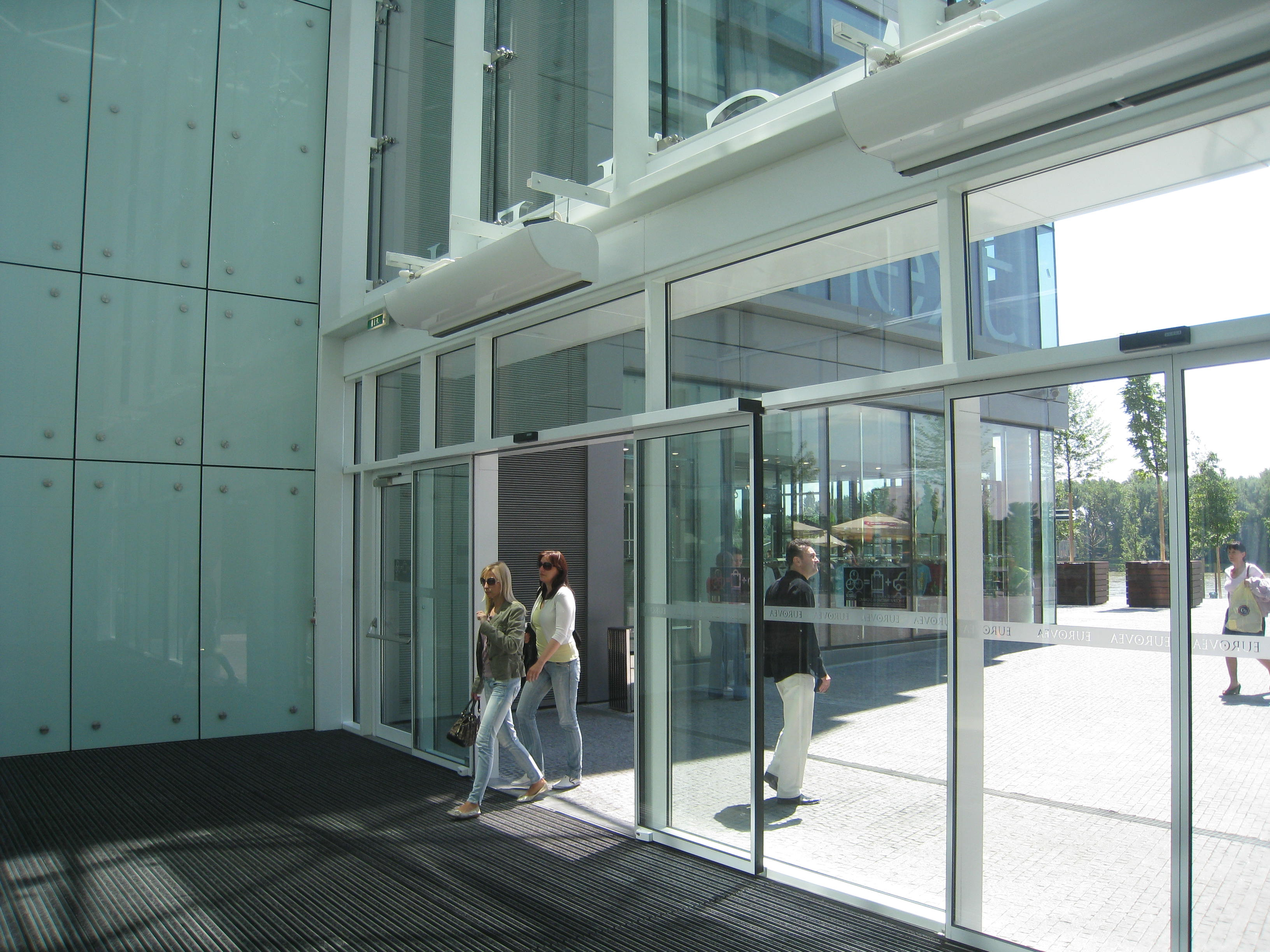
Quạt chắn gió công nghiệp này được sử dụng để ngăn cách không khí bên trong và bên ngoài ngay cả khi cửa mở.

Quạt chắn gió (tiếng Anh: air door hay air curtain), còn gọi là quạt cắt gió, là một thiết bị có chức năng đặc biệt, đóng vai trò như một bức màn chắn vô hình ngăn cách giữa 2 không gian. Do đó chúng thường được lắp đặt ở cửa ra vào ở trong những không gian có điều hòa để ngăn hơi lạnh / hơi ấm thoát ra bên ngoài cũng như ngăn chặn bụi bẩn, côn trùng xâm nhập. Việc sử dụng quạt chắn gió không chỉ thay đổi tốc độ và hướng dòng không khí gần cửa ra vào của tòa nhà mà còn làm giảm hiệu quả sự trao đổi nhiệt và độ ẩm giữa hai bên cửa mở để đạt được hiệu quả cách ly không khí.

## Nguồn gốc

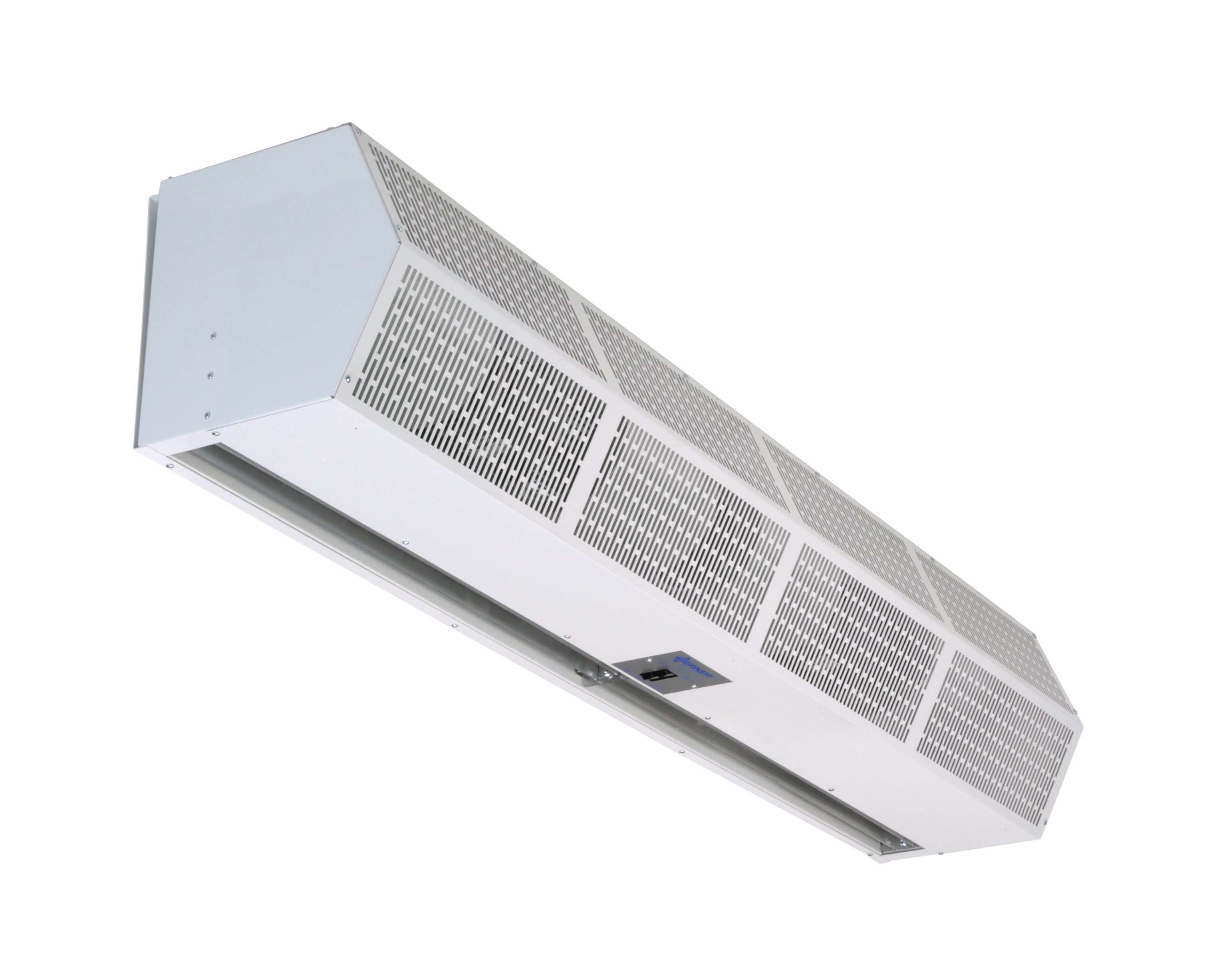
Một chiếc quạt chắn gió thương mại điển hình.

## Cấu tạo

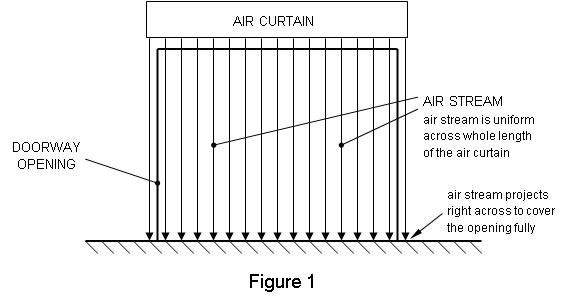
Luồng khí của quạt chắn gió.

## Ưu điểm và nhược điểm

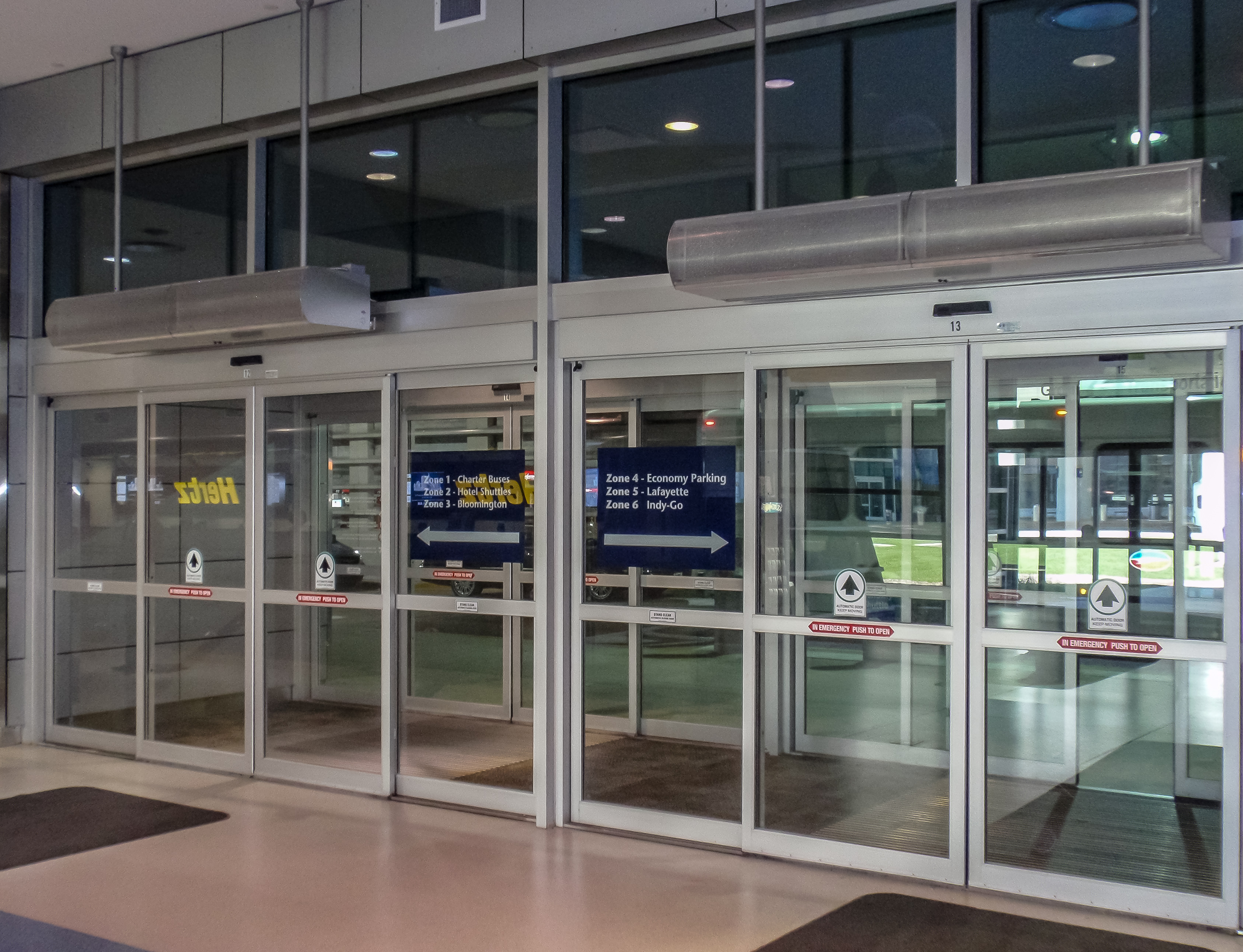
Quạt chắn gió giúp tiết kiệm năng lượng và tăng tuổi thọ cho máy lạnh.